# Звейндрехт (Нидерланды)

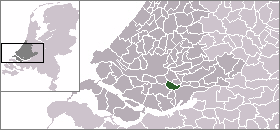
Расположение общины Звейндрехт на карте Нидерландов

Звейндрехт (нидерл. Zwijndrecht, «Каналы с течением, которые можно перейти») — город и община в провинции Южная Голландия (Нидерланды).

## История
В 1006 году епископ Ансфрид даровал «Сёйндрехт» монастырю, расположенному около Амерсфорта. Документ 1028 года, подтверждающий акт передачи, утверждает, что эти места были необитаемы. Постепенно здесь стала развиваться соледобыча.
После наводнения 1322 года граф Голландии Виллем III отдал приказ об укреплении берегов. После возведения дамб началось заселение острова Звейндрехтсевард.
В разные времена эти территории входили в состав различных административных образований. Нынешняя община Звейндрехт была образована 1 января 2003 года.